# Royal Sporting Club Wasmes
Maillots
Dernière mise à jour : 3 août 2017.
Le Royal Sporting Club Wasmes est un club de football belge, localisé dans l'entité de Wasmes (commune de Colfontaine). 
Fondé en 1921, le club reçoit cinq ans plus tard le matricule 137. 
Il évolue 13 saisons dans les séries nationales belges, dont 7 au troisième niveau. Depuis 1959, il n'a plus jamais joué au niveau national. Lors de la saison 2017-2018, il évolue en quatrième provinciale.

## Résultats dans les divisions nationales
Statistiques mises à jour le 21 juin 2013

### Bilan
| Niv | Divisions     | Jouées | Titres | TM Up | TM Down |
| --- | ------------- | ------ | ------ | ----- | ------- |
| I   | 1re nationale | 0      | 0      |       |         |
| II  | 2e nationale  | 0      | 0      |       |         |
| III | 3e nationale  | 7      | 0      |       |         |
| IV  | 4e nationale  | 6      | 0      |       |         |
| V   | 5e nationale  | 0      | 0      |       |         |
|     |               |        |        |       |         |
|     | TOTAUX        | 13     | 0      | 0     | 0       |

- TM Up : test-match pour départager des égalités, ou toutes formes de Barrages ou de Tour final pour une montée éventuelle.
- TM Down : test-match pour départager des égalités, ou toutes formes de Barrages ou de Tour final pour le maintien.

### Classements
| Ordre               | Saison  | Nom du club               | Niveau                    | Classement final          | Remarques                 |
| ------------------- | ------- | ------------------------- | ------------------------- | ------------------------- | ------------------------- |
| 1                   | 1942-43 | SC Wasmes                 | Promotion (D3) série B    | 7e/13                     |                           |
| 2                   | 1943-44 | SC Wasmes                 | Promotion (D3) série C    | 5e/14                     |                           |
|                     | 1944-45 | Compétitions interrompues | Compétitions interrompues | Compétitions interrompues | Compétitions interrompues |
| 3                   | 1945-46 | SC Wasmes                 | Promotion (D3) série C    | 9e/18                     |                           |
| 4                   | 1946-47 | SC Wasmes                 | Promotion (D3) série D    | 12e/17                    |                           |
| 5                   | 1947-48 | SC Wasmes                 | Promotion (D3) série C    | 12e/16                    |                           |
| 6                   | 1948-49 | SC Wasmes                 | Promotion (D3) série A    | 15e/16                    | Relégué!                  |
| séries provinciales |         |                           |                           |                           |                           |
| 7                   | 1951-52 | R. SC Wasmes              | Promotion (D3) série A    | 11e/16                    | Relégué!                  |
| 8                   | 1952-53 | R. SC Wasmes              | Promotion série D         | 13e/16                    |                           |
| 9                   | 1953-54 | R. SC Wasmes              | Promotion série C         | 11e/16                    |                           |
| 10                  | 1954-55 | R. SC Wasmes              | Promotion série B         | 11e/16                    |                           |
| 11                  | 1955-56 | R. SC Wasmes              | Promotion série A         | 16e/16                    | Relégué!                  |
| séries provinciales |         |                           |                           |                           |                           |
| 12                  | 1957-58 | R. SC Wasmes              | Promotion série B         | 12e/16                    |                           |
| 13                  | 1958-59 | R. SC Wasmes              | Promotion série B         | 16e/16                    | Relégué!                  |
| séries provinciales |         |                           |                           |                           |                           |